# Corizus
Corizus is een geslacht van wantsen uit de familie van de glasvleugelwantsen (Rhopalidae). De wetenschappelijke naam werd gepubliceerd in 1814 door Carl Fredrik Fallén.

## Soorten
Het geslacht omvat de volgende soorten:

- Corizus abditivus Scudder, 1890
- Corizus altivolens Kiritshenko, 1952
- Corizus baluchistanensis Ahmad & Rizvi, 1998
- Corizus brevicornis Horváth, 1917
- Corizus celatus Scudder, 1890
- Corizus deflagratus Cockerell, 1926
- Corizus fenestella Horváth, 1917
- Corizus guttatus Scudder, 1878
- Corizus hyoscyami (Linnaeus, 1758)
- Corizus indicus Göllner-Scheiding, 1980
- Corizus latus Jakowleff, 1882
- Corizus punctatus Signoret, 1859
- Corizus somnurnus Scudder, 1890
- Corizus tetraspilus Horváth, 1917